# Vierville (Eure-et-Loir)
Vierville est une commune française située dans le département d'Eure-et-Loir en région Centre-Val de Loire.

## Géographie

### Communes limitrophes
|          | Sainville |            |
| Léthuin  | Vierville | Oysonville |
| Châtenay | Orlu      |            |

### Voies de communication et transports
Vierville est traversée dans sa partie est par l'autoroute A10. L'entrée-sortie la plus proche est la n° 11, située à une dizaine de km sur la commune d'Allainville (Yvelines).

### Climat
Pour des articles plus généraux, voir Climat du Centre-Val de Loire et Climat d'Eure-et-Loir.
En 2010, le climat de la commune est de type climat océanique dégradé des plaines du Centre et du Nord, selon une étude du CNRS s'appuyant sur une série de données couvrant la période 1971-2000. En 2020, Météo-France publie une typologie des climats de la France métropolitaine dans laquelle la commune est exposée à un climat océanique altéré et est dans la région climatique  Sud-ouest du bassin Parisien, caractérisée par une faible pluviométrie, notamment au printemps (120 à 150 mm) et un hiver froid (3,5 °C). 
Pour la période 1971-2000, la température annuelle moyenne est de 10,6 °C, avec une amplitude thermique annuelle de 15,2 °C. Le cumul annuel moyen de précipitations est de 638 mm, avec 10,7 jours de précipitations en janvier et 7,5 jours en juillet. Pour la période 1991-2020, la température moyenne annuelle observée sur la station météorologique de Météo-France la plus proche, sur la commune de Sainville à 4 km à vol d'oiseau, est de 11,3 °C et le cumul annuel moyen de précipitations est de 655,5 mm,. Pour l'avenir, les paramètres climatiques de la commune estimés pour 2050 selon différents scénarios d'émission de gaz à effet de serre sont consultables sur un site dédié publié par Météo-France en novembre 2022.

## Urbanisme

### Typologie
Au 1er janvier 2024, Vierville est catégorisée commune rurale à habitat dispersé, selon la nouvelle grille communale de densité à 7 niveaux définie par l'Insee en 2022.
Elle est située hors unité urbaine. Par ailleurs la commune fait partie de l'aire d'attraction de Paris, dont elle est une commune de la couronne,. 

### Occupation des sols
L'occupation des sols de la commune, telle qu'elle ressort de la base de données européenne d’occupation biophysique des sols Corine Land Cover (CLC), est marquée par l'importance des territoires agricoles (100 % en 2018), une proportion identique à celle de 1990 (100 %). La répartition détaillée en 2018 est la suivante : 
terres arables (100 %). L'évolution de l’occupation des sols de la commune et de ses infrastructures peut être observée sur les différentes représentations cartographiques du territoire : la carte de Cassini (XVIIIe siècle), la carte d'état-major (1820-1866) et les cartes ou photos aériennes de l'IGN pour la période actuelle (1950 à aujourd'hui).

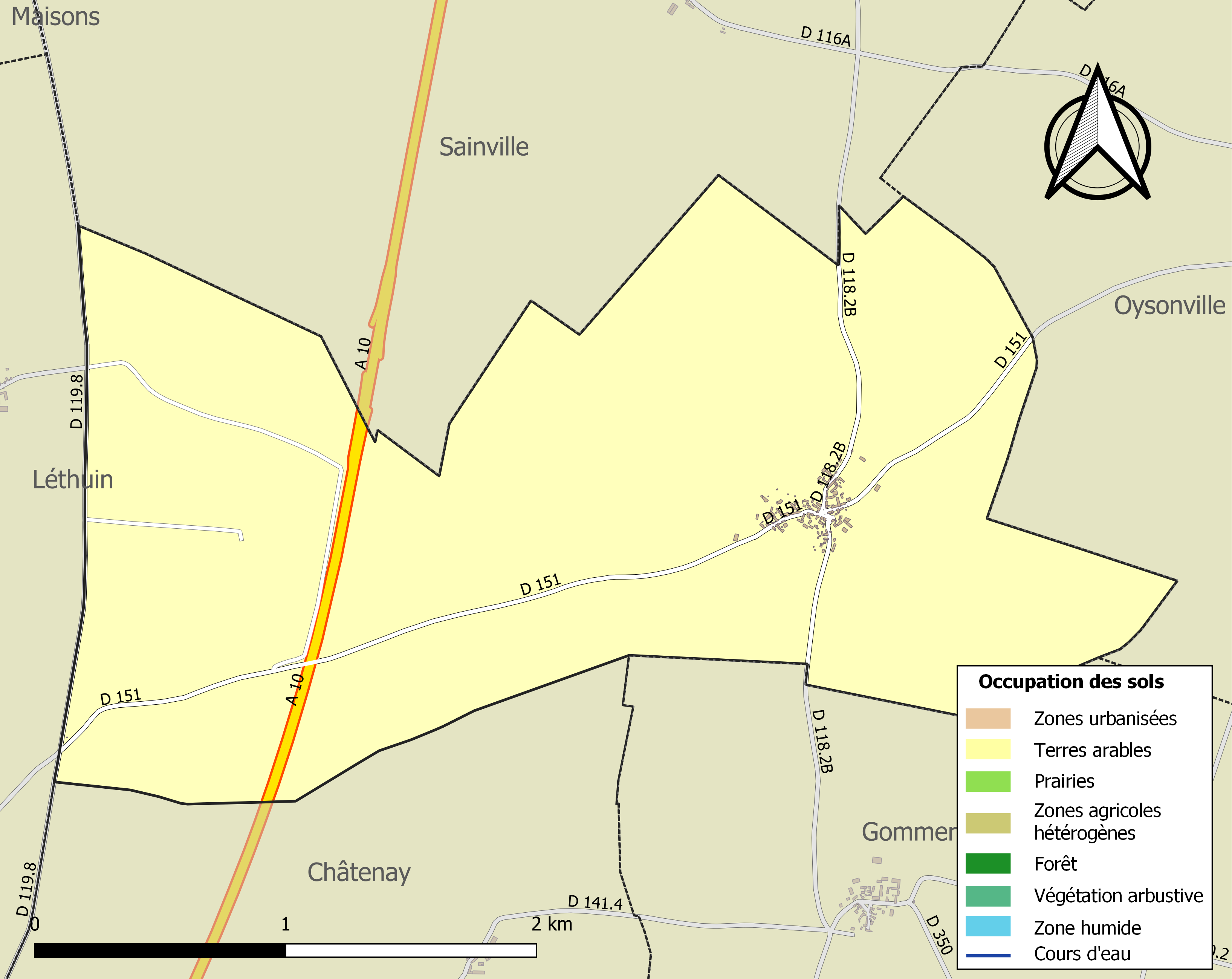
Carte des infrastructures et de l'occupation des sols de la commune en 2018 (CLC).

### Risques majeurs
Le territoire de la commune de Vierville est vulnérable à différents aléas naturels : météorologiques (tempête, orage, neige, grand froid, canicule ou sécheresse), inondations et séisme (sismicité très faible). Il est également exposé à un risque technologique, le transport de matières dangereuses. Un site publié par le BRGM permet d'évaluer simplement et rapidement les risques d'un bien localisé soit par son adresse soit par le numéro de sa parcelle.

#### Risques naturels
Certaines parties du territoire communal sont susceptibles d’être affectées par le risque d’inondation par débordement de cours d'eau, notamment la Berthe et l'Ozanne. La commune a été reconnue en état de catastrophe naturelle au titre des dommages causés par les inondations et coulées de boue survenues en 1999,.

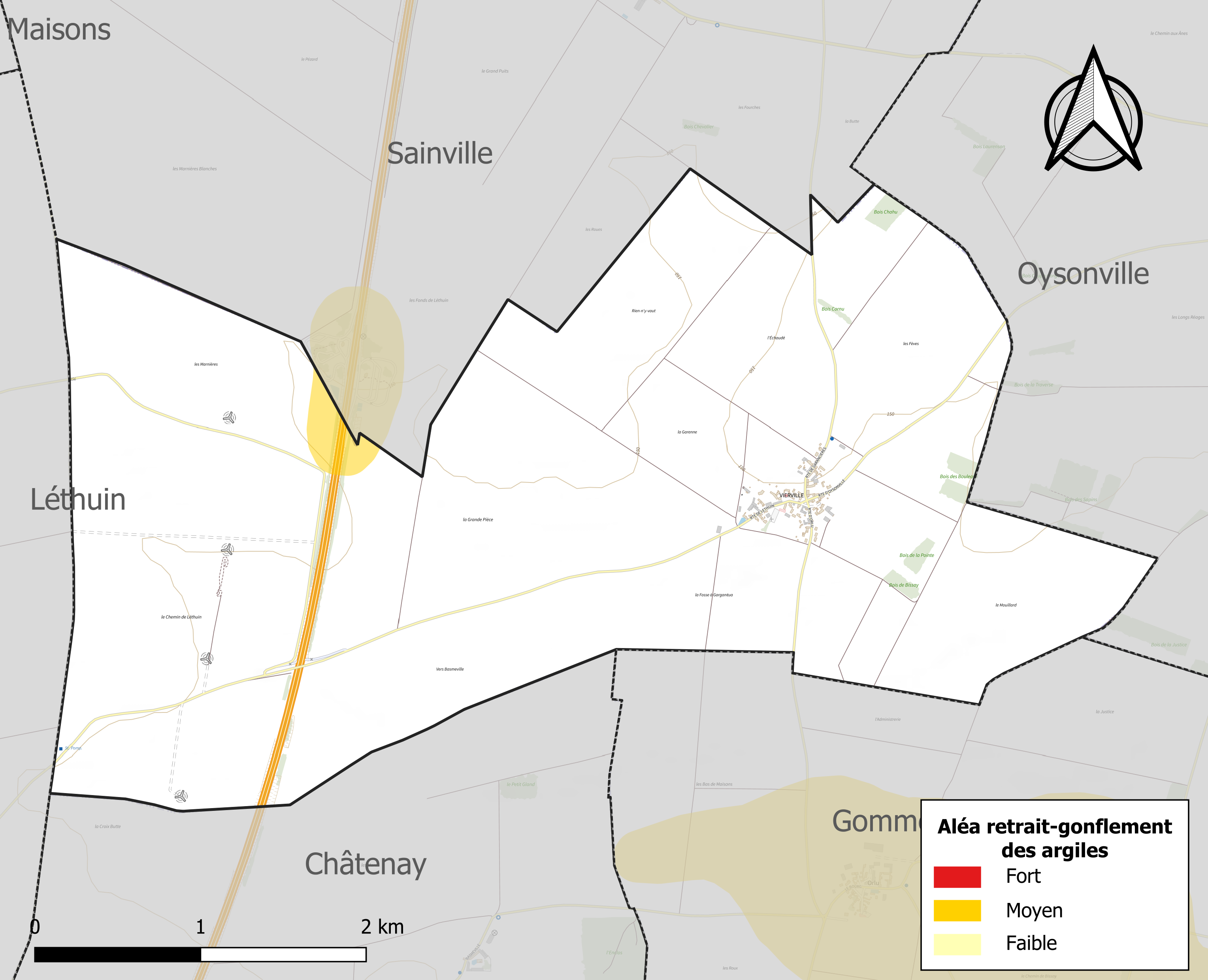
Carte des zones d'aléa retrait-gonflement des sols argileux de Vierville.

Le retrait-gonflement des sols argileux est susceptible d'engendrer des dommages importants aux bâtiments en cas d’alternance de périodes de sécheresse et de pluie. 0,9 % de la superficie communale est en aléa moyen ou fort (52,8 % au niveau départemental et 48,5 % au niveau national). Sur les 55 bâtiments dénombrés sur la commune en 2019, 0 sont en aléa moyen ou fort, soit 0 %, à comparer aux 70 % au niveau départemental et 54 % au niveau national. Une cartographie de l'exposition du territoire national au retrait gonflement des sols argileux est disponible sur le site du BRGM,.
Concernant les mouvements de terrains, la commune a été reconnue en état de catastrophe naturelle au titre des dommages causés par des mouvements de terrain en 1999.

#### Risques technologiques
Le risque de transport de matières dangereuses sur la commune est lié à sa traversée par des infrastructures routières ou ferroviaires importantes ou la présence d'une canalisation de transport d'hydrocarbures. Un accident se produisant sur de telles infrastructures est en effet susceptible d’avoir des effets graves au bâti ou aux personnes jusqu’à 350 m, selon la nature du matériau transporté. Des dispositions d’urbanisme peuvent être préconisées en conséquence.

## Toponymie
Le nom du village est attesté sous les formes latinisées Verisvilla vers 1080, Verivilla vers 1100, Vervilla vers 1250.
Il s'agit d'une formation toponymique médiévale en -ville au sens ancien de « domaine rural », dont le premier élément Vier- représente un anthroponyme selon le cas général,.
Les noms de personnes germaniques Wero ou Wericho ont été proposés sans tenir compte du fait que l'isoglosse V- (W-) / G(u)- passe bien au nord de la commune et donc, on devrait avoir *Guierville. En outre, seul le cas régime des noms de personnes en -o est utilisé dans les formations régionales en -ville, on devrait donc trouver *Guieronville, *Gueronville ou *Gronville, comme on a Ossonville (Osso), Mondonville (Mundo), Abonville (Abo), Thionville (Theudo), etc.
Remarque : la ressemblance avec Vierville-sur-Mer (Calvados, Wiarevilla 1158) et Vierville (Manche, Viarvilla 1284) est fortuite, car il s'agit d'un anthroponyme anglo-scandinave Wivar, conformément aux règles de la phonétique du normand septentrional, le /w/ s'est maintenu jusqu'au XIIe siècle, puis a muté en /v/.

## Histoire
- Édouard Lefèvre fait état de découvertes gallo-romaines dès avant le milieu du XIXe siècle sur le territoire de Vierville, et notamment, lors de « fouilles faites en 1846 et 1847, près de Noir-Epinay dans la pièce dite « la Marche », tout contre l’ancienne voie dite « de César », de plusieurs maisons antiques et des marches conduisant à une cave dans laquelle on a trouvé diverses monnaies romaines et plusieurs objets de la même époque, qui ont été malheureusement dispersés »[18].
- Vers 1094, le village de Vierville devint une propriété des moines de Marmoutier, grâce au zèle persévérant d'un chevalier du château de Courville devenu moine, Thion Chef-de-Fer. Il nous en reste quatre notices récemment éditées et traduites en ligne[19], qui donnent un tableau étonnamment détaillé pour l'époque de ce village et de la manière dont il s'insère dans la pyramide féodale.
- Peu après, les moines installent dans le village quatre familles de serfs originaires de Denonville, données par le chevalier Hardouin Chef-de-Fer[20].

## Politique et administration

### Liste des maires
| Période                                  | Période  | Identité        | Étiquette | Qualité                       |
| ---------------------------------------- | -------- | --------------- | --------- | ----------------------------- |
| mars 2001                                | 2008     | Jocelyne Leroy  |           |                               |
| mars 2008                                | En cours | Serge Milochau, |           | Ancien agriculteur exploitant |
| Les données manquantes sont à compléter. |          |                 |           |                               |

## Population et société

### Démographie
Vers 1250, Vierville avait 84 paroissiens. En 1738, on y comptait 60 communiants.
L'évolution du nombre d'habitants est connue à travers les recensements de la population effectués dans la commune depuis 1793. Pour les communes de moins de 10 000 habitants, une enquête de recensement portant sur toute la population est réalisée tous les cinq ans, les populations de référence des années intermédiaires étant quant à elles estimées par interpolation ou extrapolation. Pour la commune, le premier recensement exhaustif entrant dans le cadre du nouveau dispositif a été réalisé en 2005.

En 2022, la commune comptait 110 habitants, en évolution de −17,91 % par rapport à 2016 (Eure-et-Loir : −0,23 %, France hors Mayotte : +2,11 %).
| 1793 | 1800 | 1806 | 1821 | 1831 | 1836 | 1841 | 1846 | 1851 |
| ---- | ---- | ---- | ---- | ---- | ---- | ---- | ---- | ---- |
| 136  | 165  | 158  | 150  | 183  | 203  | 184  | 163  | 157  |

| 1856 | 1861 | 1866 | 1872 | 1876 | 1881 | 1886 | 1891 | 1896 |
| ---- | ---- | ---- | ---- | ---- | ---- | ---- | ---- | ---- |
| 159  | 127  | 131  | 154  | 160  | 137  | 140  | 162  | 144  |

| 1901 | 1906 | 1911 | 1921 | 1926 | 1931 | 1936 | 1946 | 1954 |
| ---- | ---- | ---- | ---- | ---- | ---- | ---- | ---- | ---- |
| 131  | 153  | 161  | 144  | 145  | 136  | 136  | 103  | 110  |

| 1962 | 1968 | 1975 | 1982 | 1990 | 1999 | 2005 | 2006 | 2010 |
| ---- | ---- | ---- | ---- | ---- | ---- | ---- | ---- | ---- |
| 94   | 99   | 100  | 76   | 97   | 84   | 111  | 115  | 115  |

| 2015 | 2020 | 2022 | - | - | - | - | - | - |
| ---- | ---- | ---- | - | - | - | - | - | - |
| 137  | 116  | 110  | - | - | - | - | - | - |

## Économie

### Parc éolien du chemin d'Ablis
Installé en 2008 par EDF Énergies Nouvelles, le long de l'autoroute A10 sur les communes de Léthuin, Neuvy-en-Beauce, Baudreville, Gouillons et Vierville, ce parc réunit vingt-six turbines Senvion MM92 d'une puissance de 2 MW, développant une puissance totale de 52 MW.
Sa production est équivalente à la consommation électrique annuelle de 70 000 habitants.

## Culture locale et patrimoine

### Lieux et monuments
- Église Saint-Hilaire ;
- Monument aux morts.

Lieux et monuments
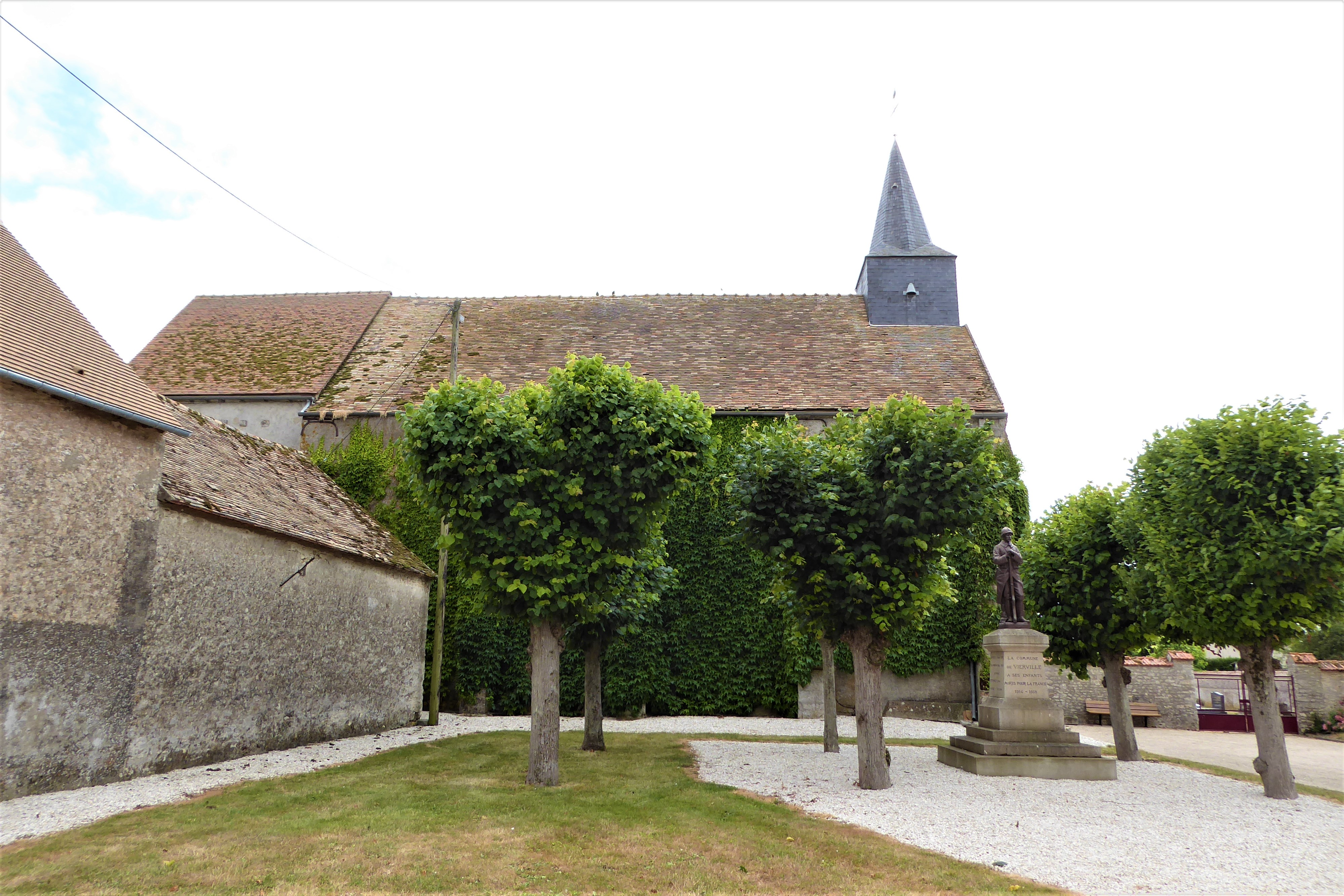
L'église et le monument aux morts.
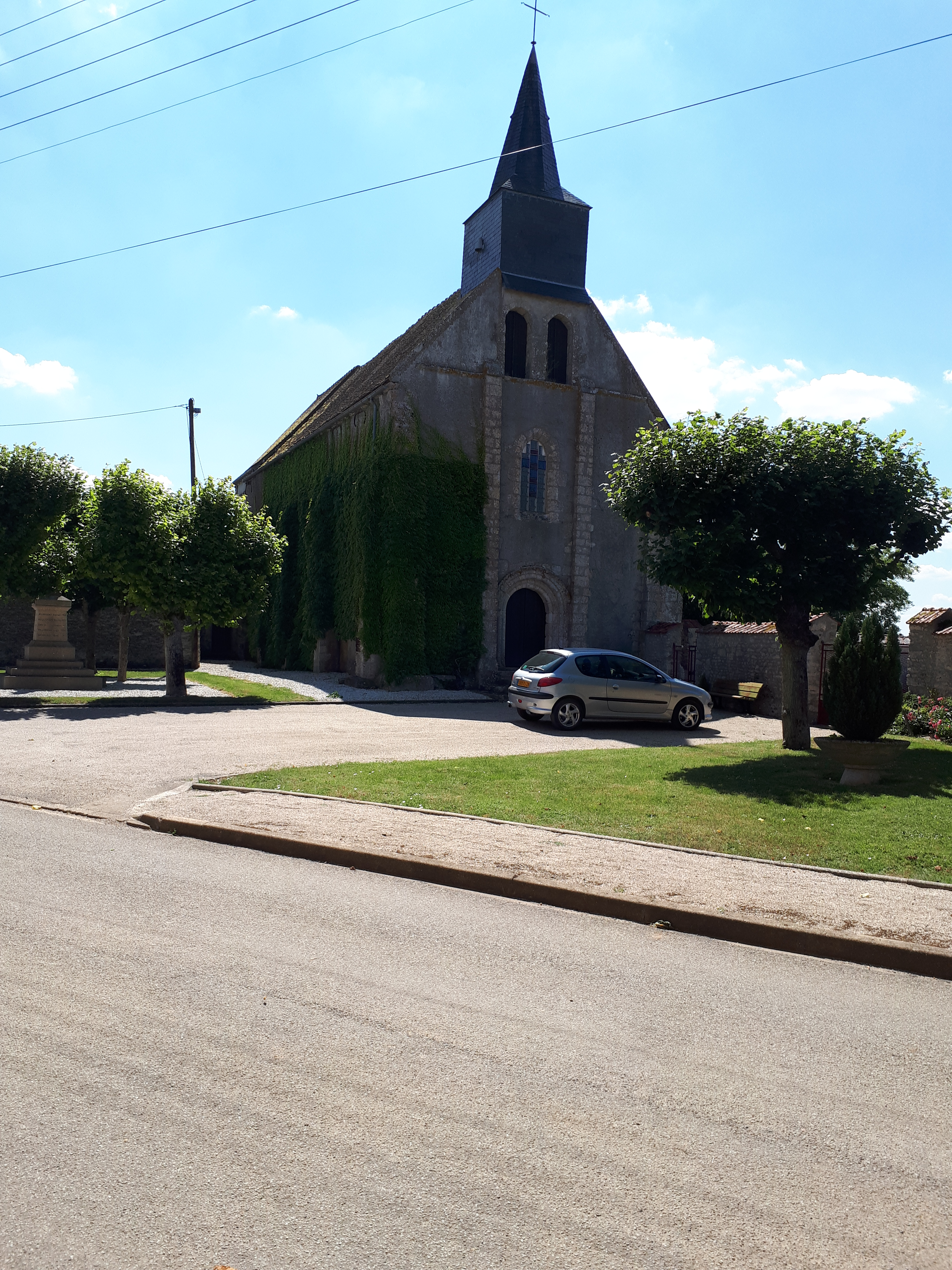
L'église Saint-Hilaire.
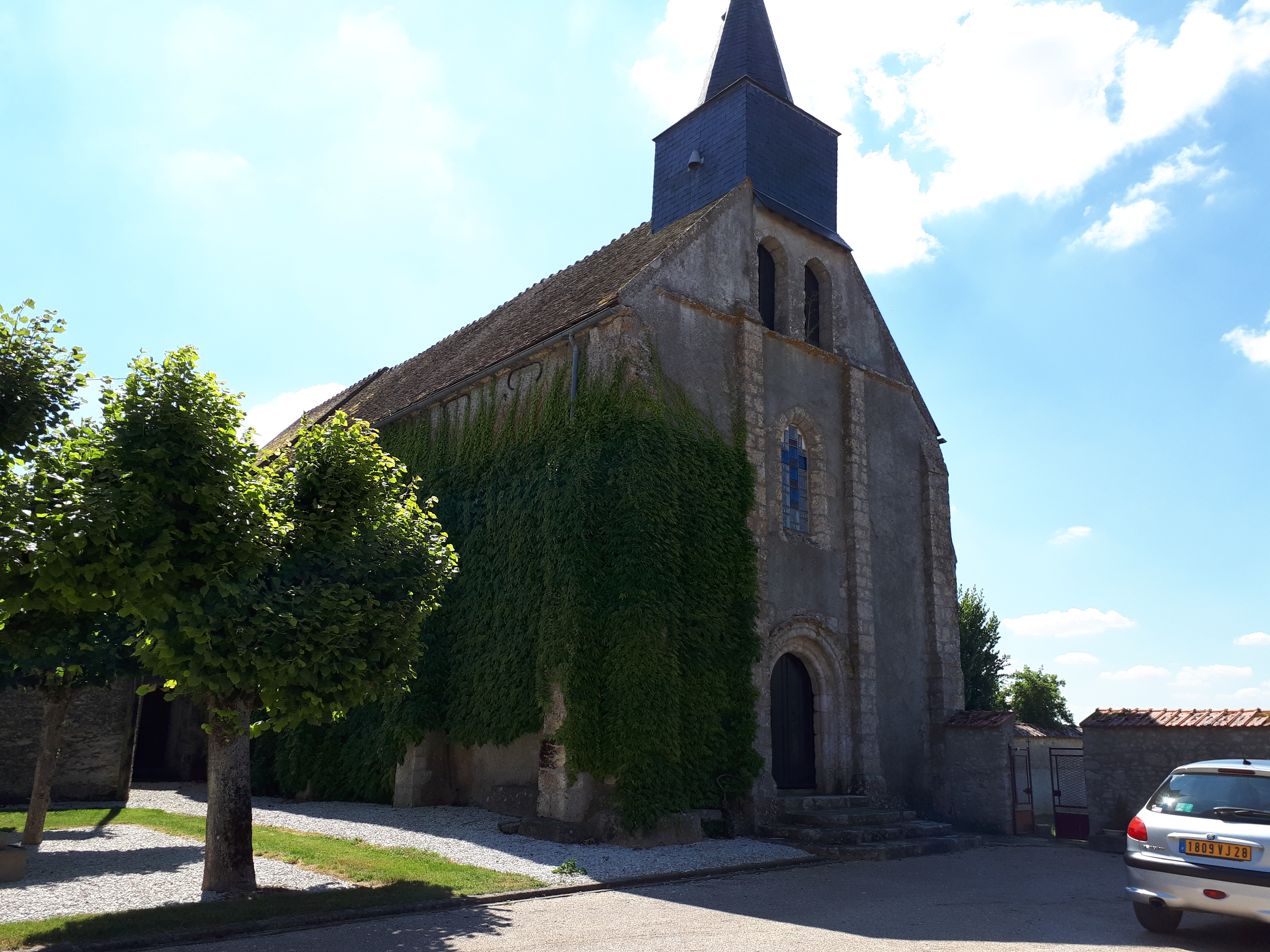
Façade ouest et mur nord de l'église.
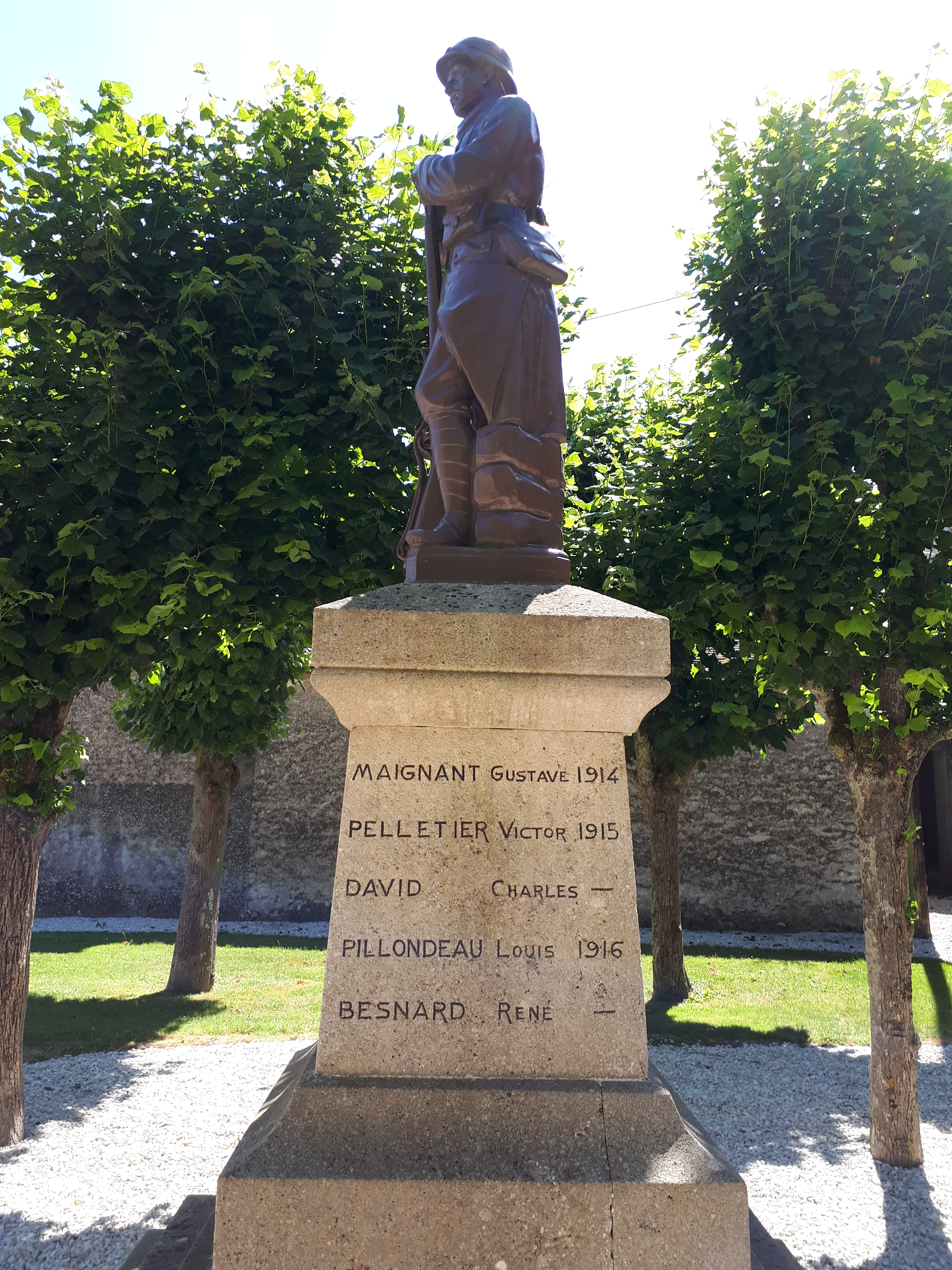
Le monument aux morts.

### Personnalités liées à la commune
- Le chevalier Oury de Vierville (Hulricus de Vervilla) est mentionné vers 1094 comme le père défunt d'un certain Godéchal, qui donne ses biens aux moines de Marmoutier[30].
- Un Briant de Vierville (Brientius de Viervilla) est signalé vers 1140[31].
- Monsieur de Chatignonville demeurait à Vierville du vivant de Guillaume Laisné, mort en 1635[23].
- Georges de Fesnières, chevalier, enseigne aux gardes du Roi, seigneur de Morainville, Mondonville, Noir-Espinay, Lestuing et autres lieux, mort le 3 juillet 1651, lègue une terre à la cure de Vierville[23].

#### Bases de données et dictionnaires
- Site officiel
- Ressources relatives à la géographie :   - Insee (communes)
  - Ldh/EHESS/Cassini
- Ressource relative à plusieurs domaines :   - Annuaire du service public français
- Notices d'autorité :   - BnF (données)